# Josep Maria Civit i Fons
|  | Per a altres significats, vegeu «Josep Maria Civit». |

Josep Maria Civit i Fons (Barcelona, 24 de juny de 1954) és un director de fotografia català. És conegut per la seva participació en pel·lícules com La cara oculta (2011), Incerta glòria (2017) o El rey de La Habana (2015).
Estudià teoria de l'art contemporani a la Universitat Autònoma de Barcelona i fotografia i disseny gràfic a l'escola Eina.
Als Premis Gaudí de 2018 va guanyar el premi a la millor fotografia. També ha obtingut una nominació al Goya el 2016 pel seu treball fotogràfic en la pel·lícula El Rey de La Habana. Va guanyar el Premi Prisma 2012 a la Millor Cinematografia de Produccions de TV per Tornarem, atorgat per l'Associació Espanyola de Directors i Directores de Fotografia. A més de la seva participació en el cinema d'autor també va realitzar videoclips i publicitat. Dels més de treinta premis que ha guanyat en aquest camp destaca el Lleó de cinema publicitari de Canes.